# One of Us (Lost)
One of Us este un episod al serialului de televiziune Lost, sezonul 3.